# Victor Wong (1906-1972)
Pour les articles homonymes, voir Wong et Victor Wong.

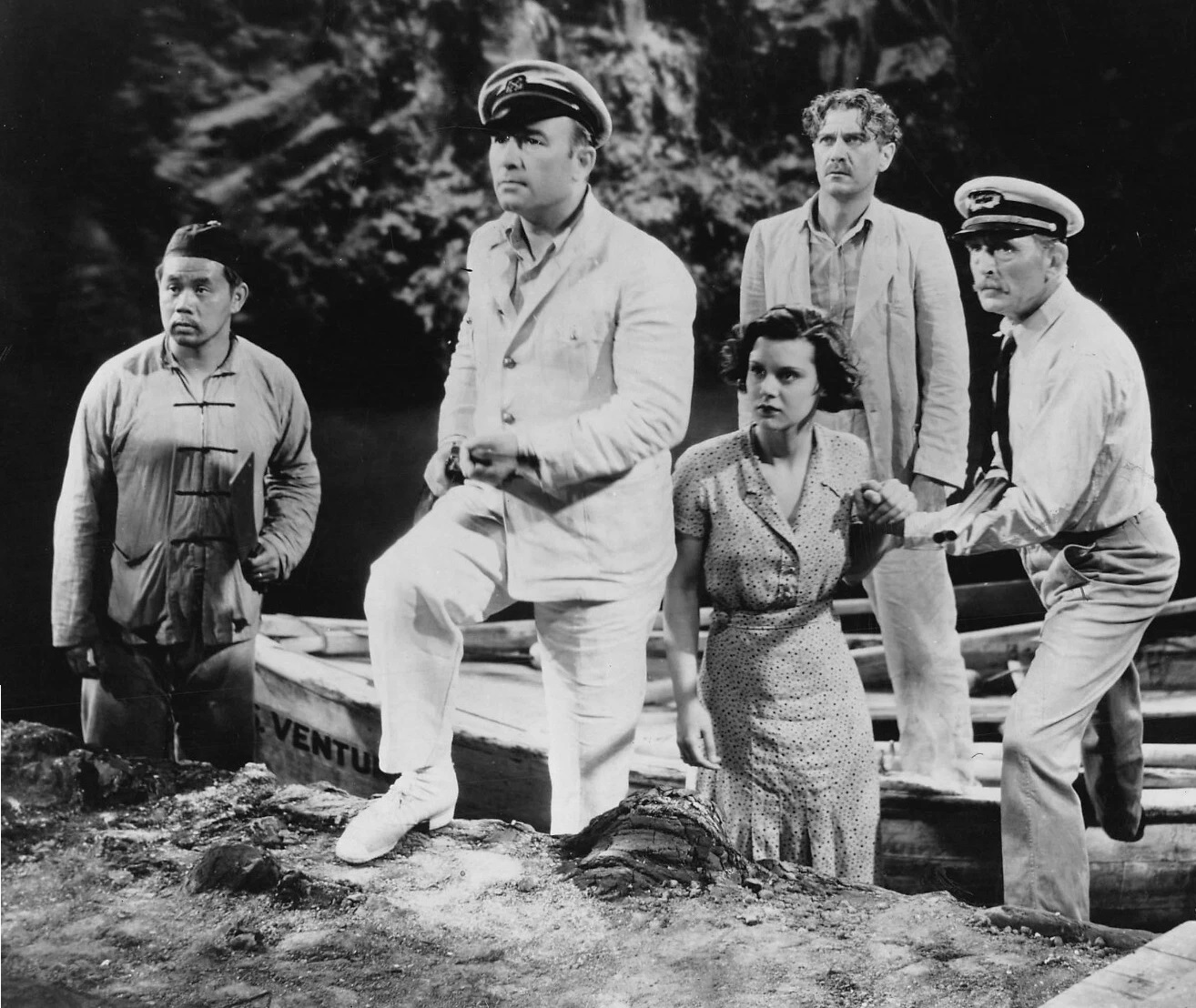
Le Fils de Kong (1933), avec Victor Wong, Robert Armstrong, Helen Mack, John Marston et Frank Reicher (de g. à d.)

Victor Wong, né le 24 septembre 1906 à Los Angeles (Californie), ville où il est mort le 7 avril 1972, est un acteur américain.

## Biographie
D'ascendance chinoise (ses parents ayant émigré aux États-Unis), Victor Wong apparaît au cinéma dans trente-sept films américains, les deux premiers sortis en 1932, dont Shanghaï Express de Joseph von Sternberg (avec Marlene Dietrich et Clive Brook).
Ses trois films suivants, sortis en 1933 sont Le Fou des îles de Stuart Walker (avec Carole Lombard et Charles Laughton), King Kong de Merian C. Cooper et Ernest B. Schoedsack (avec Robert Armstrong et Fay Wray) et Le Fils de Kong d'Ernest B. Schoedsack (avec Robert Armstrong et Helen Mack) ; dans les deux derniers, il tient son rôle le plus connu, celui du cuisinier chinois Charlie.
Parmi ses films suivants, mentionnons Les Horizons perdus de Frank Capra (1937, avec Ronald Colman et Jane Wyatt), No, No, Nanette d'Herbert Wilcox (1940, avec Anna Neagle et Richard Carlson) et Les Tigres volants de David Miller (1942, avec John Wayne et John Carroll).
Son dernier film est Trahison japonaise de William Berke (1945, avec Lee Tracy et Nancy Kelly). Il meurt en 1972, à 65 ans.

## Filmographie partielle
- 1932 : Shanghaï Express (Shanghai Express) de Joseph von Sternberg : un officier chinois
- 1932 : Nuits de Shanghaï (en) (War Correspondent) de Paul Sloane : Wu Sun
- 1933 : King Kong de Merian C. Cooper et Ernest B. Schoedsack : le cuisinier chinois Charlie
- 1933 : Le Fils de Kong (Son of Kong) d' Ernest B. Schoedsack : le cuisinier chinois Charlie
- 1933 : Le Fou des îles (White Woman) de Stuart Walker : un serveur
- 1935 : L'Emprise du passé (Without Regret) de Harold Young : un soldat
- 1936 : Hair-Trigger Casey (en) de Harry L. Fraser : Lee Kinn
- 1937 : Les Horizons perdus  (Lost Horizon) de Frank Capra : un chef de bande
- 1937 : Le Serment de M. Moto  (Thank You, Mr. Moto) de Norman Foster : un passant
- 1937 : L'Amour à Waikiki  (Waikiki Wedding) de Frank Tuttle : un jardinier
- 1938 : Ombres sur Shanghaï (en) (Shadows Over Shanghai) de Charles Lamont : Wu Chang
- 1939 : La Fille du nord  (Second Fiddle) de Sidney Lanfield : l'annonceur chinois à la radio
- 1939 : Mr. Moto Takes a Vacation de Norman Foster : le propriétaire du restaurant
- 1940 : Phantom of Paradise (en) de Phil Rosen : Charley Won
- 1940 : No, No, Nanette de Herbert Wilcox : John, le serviteur de Tom
- 1940 : The Phantom Submarine (en) de Charles Barton : Willie Ming
- 1942 : La Sentinelle du Pacifique (Wake Island) de John Farrow : un officier japonais
- 1942 : Les Tigres volants (Flying Tigers) de David Miller : un passager chinois
- 1943 : Mission à Moscou (Mission to Moscow) de Michael Curtiz : un diplomate japonais
- 1944 : Les Fils du dragon (Dragon Seed) de Jack Conway et Harold S. Bucquet : un officier japonais
- 1945 : Trahison japonaise (Betrayal from the East) de William Berke : Joe